# Sean Welsh
Sean Welsh (né le 15 mars 1990 à Édimbourg) est un footballeur écossais qui évolue au poste de milieu de terrain à Queen's Park FC.

## Biographie
Le 29 juin 2012, il rejoint le club écossais de Partick Thistle.

## Palmarès
- Champion d'Écosse de D2 en 2013 avec Partick Thistle
- Finaliste de la Coupe d'Écosse en 2023 avec Inverness Caledonian Thistle